# Cowboy Carter
Cowboy Carter (также известен как Act II: Cowboy Carter, Renaissance Act II, или Act II) — восьмой студийный альбом американской певицы Бейонсе, вышедший 29 марта 2024 года на лейблах Parkwood Entertainment и Columbia Records. Это вторая часть трилогии Renaissance Trilogy, задуманной во время пандемии COVID-19, которая началась с альбома Renaissance (2022).
Обычно альбом описывают как кантри, но в нём смешались различные жанры, включая блюз, соул, рок, R&B, зайдеко, фолк, блюграсс, оперу, гоу-гоу, фламенко и фаду. Альбом представлен в виде передачи вымышленной техасской радиостанции, а в роли диджеев выступают легенды кантри Долли Партон, Линда Мартелл и Вилли Нельсон. В альбоме принимают участие молодые кантри-артисты Таннер Аделл, Бриттни Спенсер, Тиера Кеннеди, Рейна Робертс, Shaboozey и Вилли Джонс, а также такие музыканты, как Стиви Уандер, Найл Роджерс и Джон Батист. После анонса альбома 11 февраля 2024 года Бейонсе выпустила два лид-сингла, «Texas Hold ’Em» и «16 Carriages».
После выхода Cowboy Carter получил широкое признание критиков, которые назвали его мгновенной классикой и похвалили смешение музыкальных жанров, вокальное исполнение и восхваление чёрных корней кантри-музыки Бейонсе. Альбом вызвал дискуссии о месте чернокожих музыкантов в кантри-музыке, увеличил аудиторию чернокожих исполнителей кантри и кантри-радио в целом, а также повысил популярность одежды и культуры вестерн.
Cowboy Carter получил 11 номинаций на Грэмми-2025 и победил в категориях Альбом года и Лучший кантри-альбом. Бейонсе стала первой чернокожей исполнительницей, победившей в номинации «Лучший кантри-альбом», и первой чернокожей женщиной, выигравшей «Альбом года» со времён Лорин Хилл в 1999 году.

## История
Это не кантри-альбом. Это альбом Бейонсе — пост Бейонсе в Instagram за неделю до выхода альбом.
Бейонсе впервые исполнила кантри-музыку с треком «Daddy Lessons» на своём шестом студийном альбоме Lemonade (2016). Ремикс с участием the Chicks был выпущен в качестве промо-сингла 2 ноября 2016 года, и они исполнили песню вместе на 50-й ежегодной церемонии вручения премии Country Music Association Awards. Некоторые поклонники кантри-музыки раскритиковали участие Бейонсе, поскольку, как написал Алекс Абад-Сантос из Vox, «Бейонсе придерживается либеральных взглядов […] некоторые из них коренились в её предполагаемом отсутствии авторитета в кантри, а некоторые были откровенно расистскими». Ассоциация кантри-музыки (CMA) удалила рекламные посты о выступлении Бейонсе, что вызвало негативную реакцию в Интернете, поскольку многие решили, что это было сделано для смягчения критики. CMA опровергла такую мотивацию, заявив, что команда Бейонсе попросила удалить рекламный ролик перед выступлением и что они предоставили свои собственные документы о выступлении. В декабре 2016 года Lemonade получил девять номинаций на премию «Грэмми», но песня «Daddy Lessons» была якобы отклонена комитетом Академии звукозаписи по кантри-музыке.

## Композиция
Cowboy Carter в целом описывается как кантри-альбом, в котором смешались различные жанры, включая блюз, соул, рок, R&B, зайдеко, фолк, блюграсс, оперу, гоу-гоу, фламенко и фаду. Альбом представлен как передача вымышленной техасской радиостанции, а легенды кантри Долли Партон, Линда Мартелл и Вилли Нельсон выступают в роли радиодиджеев. В альбоме участвуют молодые исполнители кантри Таннер Аделл, Бриттни Спенсер, Тиера Кеннеди, Рейна Робертс, Шабузей и Вилли Джонс, а также такие музыканты, как Стиви Уандер, Найл Роджерс и Джон Батист.

## Продвижение и релиз
Альбом является второй частью трилогии, которую Бейонсе записала во время пандемии COVID-19, что она назвала своим самым творческим периодом. Первый альбом, Renaissance (2022), в основном представляет собой альбом в стиле хаус и диско, который подчёркивает и прославляет чернокожих родоначальников танцевальной музыки, что навело некоторых на мысль, что каждый альбом трилогии будет направлен на восстановление жанра, который впервые был создан чернокожими артистами.
Альбом был анонсирован во время Супербоула LVIII. Компания Verizon показала рекламный ролик Super Bowl, в котором Бейонсе пыталась «сломать Интернет» с помощью все более необычных средств, таких как выпуск пластинки с джазовым саксофоном, выступление на вершине Сферы Лас-Вегаса, создание ИИ-версии себя, запуск коллекции кукол Барби, объявление своей кандидатуры на вымышленную политическую должность и полёт в космос для выступления.
После того как все идеи оказались неудачными, Бейонсе завершила ролик словами: «Ну вот, они готовы. Запускайте новую музыку». В этот момент Бейонсе опубликовала в Instagram тизер-видео для Act II. Видео, снятое британской художницей и режиссёром Надей Ли-Коэн, отдаёт дань уважения фильму «Париж, Техас» (1984), упоминает пограничные бластеры и включает композицию Чака Берри 1955 года «Maybellene». В тот же день на официальном сайте исполнительницы появился анонс её восьмого студийного альбома Act II, выход которого запланирован на 29 марта. Впоследствии первые два сингла альбома «16 Carriages» и «Texas Hold ’Em» были одновременно выпущены для цифрового скачивания и потокового воспроизведения.
12 марта 2024 года она объявила, что альбом будет называться Cowboy Carter (Act II: Cowboy Carter).
CD-релиз вышел в четырёх вариантах, каждый из которых отличался задней обложкой с изображением Бейонсе. Альбом был выпущен в Японии 29 марта и 12 апреля в Европе.

### Шоу NFL Halftime
17 ноября 2024 года стало известно, что Бейонсе исполнит попурри из Cowboy Carter во время Beyoncé 2024 NFL Halftime Show в перерыве матча Национальной футбольной лиги (НФЛ) между командами Хьюстон Тексанс и Балтимор Рэйвенс в Рождество, и это событие будет доступно на Netflix. В шоу, состоявшемся 25 декабря 2024 года на стадионе Эн-ар-джи Стэдиум, было исполнено 9 песен альбома с участием Post Malone, Shaboozey, Блю Айви Картер и других музыкантов.

## Отзывы
| Совокупная оценка    | Совокупная оценка |
| Источник             | Оценка            |
| -------------------- | ----------------- |
| Metacritic           | 91/100            |
| Оценки критиков      |                   |
| Источник             | Оценка            |
| AllMusic             | [ 40 ]            |
| The Telegraph        | [ 41 ]            |
| The Guardian         | [ 42 ]            |
| HipHopDX             | 4.8/5             |
| The Independent      | [ 44 ]            |
| The Irish Times      | [ 45 ]            |
| The Line of Best Fit | 7/10              |
| NME                  | [ 47 ]            |
| Pitchfork            | 8.4/10            |
| Rolling Stone        | [ 48 ]            |
| Slant                | [ 8 ]             |
| The Times            | [ 49 ]            |

После выхода Cowboy Carter получил широкое признание критиков, назвавших его мгновенной классикой и похваливших смешение музыкальных жанров, вокальное исполнение и прославление чёрных корней музыки кантри, а также «впечатляющий» выход Бейонсе в кантри-поп. На сайте агрегатора рецензий Metacritic альбом получил средневзвешенный балл 91 из 100 на основе 21 профессиональной рецензии изданий, что свидетельствует о «всеобщем признании».
В пятизвёздочной рецензии Нил Маккормик из The Telegraph назвал альбом «шедевром» и написал, что Бейонсе «преображает» пространство кантри музыкой, которая «существует в совершенно ином измерении, чем все, что претендовало на это наследие ранее». Маккормик отметил, что, несмотря на раздвигание границ жанров и смешение различных музыкальных стилей (от «экспансивной психоделической американской баллады» до «дёрганого конфронтационного сюрреалистического рэпа»), альбом концептуально скреплён данью уважения к чёрным корням кантри. Маккормик заключает, что «умный, сексуальный, злой, душевный, остроумный и фантастически смелый [альбом], наполненный умными текстами, удивительным пением, богатыми гармониями и смелыми ритмами», является «огромной демонстрацией диапазона и мастерства» артиста, который «продолжает становиться смелее и страннее с каждым релизом».
Марк Сэвидж из BBC назвал Cowboy Carter «безупречным», похвалив «адаптивность» и «техническое мастерство» Бейонсе за «бесшовное» смешение различных жанров. Роберт Моран из Sydney Morning Herald охарактеризовал альбом как «амбициозный», «игривый» и «эмоционально насыщенный», в котором Бейонсе экспериментирует с жанрами, чтобы «вернуть бразды правления кантри на своих собственных условиях, от имени своих чернокожих предшественников, которые подвергались остракизму, и поколения, которое все ещё борется за прорыв». Хелен Браун из The Independent написала, что у альбома есть «захватывающая миссия» — привлечь внимание к чернокожим женщинам в пространстве кантри-музыки — миссия, которую Бейонсе выполняет с «праведным рвением» и «головокружительным» стремлением к «звуковым приключениям» через самые разные музыкальные стили.
Охарактеризовав альбом как «амбициозную американскую эпопею», Джемма Сэмвейс из Evening Standard написала, что в альбоме идеально сочетаются инновации и традиции, используя «условности и предания» кантри-музыки как «трамплин для создания новых захватывающих гибридов». Уилл Ходжкинсон из The Times назвал эффект альбома «блестящей и звёздной эпопеей киновестерна». Мелисса Руджери из USA Today назвала альбом самым личным в творчестве Бейонсе, в котором она раскрывает подробности своей жизни как матери, дочери и жены. Алексис Петридис из The Guardian написал, что проект «должным образом преподносит себя как важное заявление» и что «все это невероятно хорошо сделано и очень увлекательно». Петридис добавил, что, хотя альбом, возможно, и получился бы двухдисковым, он подчеркнул, что «его дикие переходы в эклектику как раз в этом и заключаются» и «по-прежнему доказывают, что Бейонсе впечатляюще способна делать все, что хочет».
Эд Пауэр из The Irish Times высказал противоположную точку зрения, посчитав, что альбом иногда «зациклен на собственной самодостаточности», но в целом оценил его энергичное звучание.
Некоторые критики считали, что альбом был бы лучше, если бы он был короче. Петридис предположил, что «возможно, лучше было бы разделить его на два отдельных альбома», а Ходжкинсон сказал, что «лучше было бы оставить оставшиеся семь песен для другого альбома».

### Споры о пропущенных треках
После выхода альбома поклонники сообщили, что на их предварительно заказанных физических виниловых и CD копиях отсутствуют многие треки, включая «выделяющийся» трек «Ya Ya». Некоторые расстроенные фанаты обратились в социальные сети с просьбой вернуть деньги.

### Итоговые годовые списки
| Публикация/критик    | Список                                                   | Ранг | Ссылка |
| -------------------- | -------------------------------------------------------- | ---- | ------ |
| AllMusic             | AllMusic Best of 2024                                    | н/д  | [ 60 ] |
| Associated Press     | Best Albums of 2024                                      | н/д  | [ 61 ] |
| Billboard            | Staff List: The 50 Best Albums of 2024                   | 2    | [ 62 ] |
| Billboard            | The 10 Best Country Albums of 2024                       | 6    | [ 63 ] |
| Business Insider     | The best albums of 2024                                  | 1    | [ 64 ] |
| Complex              | The 50 Best Albums of 2024                               | 7    | [ 65 ] |
| Consequence          | The 50 Best Albums of 2024                               | 5    | [ 66 ] |
| Cosmopolitan         | The Best Albums of 2024                                  | н/д  | [ 67 ] |
| Dazed                | The 20 Best Albums of 2024                               | 14   | [ 68 ] |
| Esquire              | The 10 Best Albums of 2024                               | 1    | [ 69 ] |
| Entertainment Weekly | The 10 best albums of 2024                               | 2    | [ 70 ] |
| The Independent      | The best albums of 2024, ranked                          | 11   | [ 71 ] |
| The New Yorker       | The Best Albums of 2024                                  | 6    | [ 72 ] |
| The New York Times   | Jon Caramanica's Best Albums of 2024                     | 15   | [ 73 ] |
| The New York Times   | Lindsay Zoladz’s Best Albums of 2024                     | 10   | [ 73 ] |
| NME                  | The 50 Best Albums of 2024                               | 7    | [ 74 ] |
| NPR                  | 50 Best Albums of 2024                                   | н/д  | [ 75 ] |
| Paste                | The 100 Best Albums of 2024                              | 56   | [ 76 ] |
| People               | Best Albums of 2024: People Picks the Top 10             | 1    | [ 77 ] |
| PopMatters           | The 80 Best Albums of 2024                               | 2    | [ 78 ] |
| Rolling Stone        | The 100 Best Albums of 2024                              | 2    | [ 79 ] |
| Rolling Stone        | The 30 Best Country Albums of 2024                       | 3    | [ 80 ] |
| Sound Opinions       | Jim DeRogatis' Best Albums of 2024                       | 11   | [ 81 ] |
| Taste of Country     | The 10 Best Country Albums of 2024                       | 7    | [ 82 ] |
| The Tennessean       | The Top Nashville Albums of 2024                         | н/д  | [ 83 ] |
| Time Out             | The Best Albums of 2024                                  | 13   | [ 84 ] |
| The Times            | The 25 best albums of 2024 — the critics’ choice, ranked | 11   | [ 85 ] |
| Uproxx               | The Best Albums Of 2024                                  | н/д  | [ 86 ] |
| Variety              | Chris Willman’s Best Albums of 2024                      | 2    | [ 87 ] |

## Награды и номинации
Альбом и песни из него получили 11 номинаций на Грэмми-2025 в разных категориях: основной (альбом года, запись и песня года за «Texas Hold ‘Em»), кантри (4 номинации), поп (2), рэп (1), Американа (1).
Это достижение позволило альбому стать вторым по количеству номинаций в истории «Грэмми», уступив лишь альбому Майкла Джексона Thriller, который удерживает рекорд с 13 номинациями
.
Таким образом, Бейонсе стала обладательницей 99 номинаций, и она опередила Jay-Z в борьбе за звание самой номинированной на «Грэмми» исполнительницы всех времён.
| Организация                     | Год  | Категория                                               | Результат | Ссылка |
| ------------------------------- | ---- | ------------------------------------------------------- | --------- | ------ |
| Nickelodeon Kids’ Choice Awards | 2024 | Favorite Album                                          | Номинация | [ 91 ] |
| Billboard Music Awards          | 2025 | Top Country Album                                       | Номинация | [ 92 ] |
| People's Choice Country Awards  | 2024 | The Album of 2024                                       | Номинация | [ 93 ] |
| Grammy Awards                   | 2025 | Album of the Year                                       | Победа    | [ 88 ] |
| Grammy Awards                   | 2025 | Best Country Album                                      | Победа    | [ 88 ] |
| NAACP Image Awards              | 2025 | Outstanding Album                                       | Победа    | [ 94 ] |
| Hungarian Music Awards          | 2025 | Foreign Classic Pop-Rock Album or Recording of the Year | Победа    | [ 95 ] |
| American Music Awards           | 2025 | Album of the Year                                       | Ожидается | [ 96 ] |
| American Music Awards           | 2025 | Favorite Country Album                                  | Ожидается | [ 96 ] |

## Дискуссии
Появление кантри-альбома в дискографии Бейонсе и его номинация на Грэмми-2025 в кантри-категории было воспринято неоднеозначно. После награждения это вызвало новые заметные дискуссии в обществе и СМИ. Не все считали победу Бейонсе с альбомом Cowboy Carter в кантри-номинации за лучший альбом заслуженной, некоторые сомневались в том, что альбому вообще место в категории кантри, после того как сама Бейонсе в марте заявила: «Это не кантри-альбом, это альбом Бейонсе». Однако, часть критиков посчитала, что альбом отдал дань уважения чёрным корням кантри, включив в него чернокожую «пионерку» Линду Мартелл, истории кантри с участием Вилли Нельсона и Долли Партон, а также «кивнул в будущее», включив в него таких восходящих чернокожих исполнителей кантри, как Shaboozey, Вилли Джонс, Бриттни Спенсер и Рейна Робертс. Вилли Стиггерс, соучредитель Black Music Action Coalition, считает, что «Ковбой Картер» ввёл в общественный резонанс проблему ограничения жанра кантри-музыки, а менеджер Камео Карлсон считает, что это была победа Бейонсе, но не обязательно чернокожих исполнителей кантри-музыки.
«Ковбой Картер» ввёл в общественный резонанс проблему ограничения жанра кантри-музыки — но, как отметила сама Бейонсе, чернокожие артисты и авторы уже десятилетиями противостоят воротам Мьюзик-Роу. Было много разговоров о том, что получивший «Грэмми» Cowboy Carter не получил номинацию Country Music Association Awards (CMA Award) за альбом года (или какие-либо номинации CMA Award), такое явление вряд ли является редким. С тех пор как в 1995 году Академия звукозаписи вернула эту категорию в разряд лучших кантри-альбомов, было более десятка пластинок, получивших «Грэмми» за лучший альбом года, но не получивших номинации CMA за альбом года и тем более не выигравших, включая The Woman in Me Шанайи Твейн (1996), Wide Open Spaces тогда ещё группы Dixie Chicks (1999) и While I’m Living Тани Такер (2020). Голосующие за «Грэмми» обычно номинируют более широкий спектр альбомов, часто включая легенд, которые больше не попадают в коммерческий эфир, артистов, которые принадлежат к более широкому жанру кантри, но не входят в мейнстрим, или артистов, которые не обязательно, «играют в игру» жанра. Помимо Cowboy Carter, единственным кантри-альбомом, получившим всежанровую премию «Грэмми» за альбом года и не получившим номинацию CMA, является Taking the Long Way группы The Chicks в 2006 году (который вышел после того, как большая часть кантри-сообщества открестилась от трио за комментарии Натали Мейнс о тогдашнем президенте Джордже Буше).

## Коммерческий успех
В Великобритании на четвёртый день после выхода Cowboy Carter обошёл все остальные альбомы из пятёрки самых продаваемых за неделю, вместе взятые. Альбом дебютировал на первом месте в чарте UK Albums Chart с продажами 40 000 копий за первую неделю. Это был пятый альбом Бейонсе в качестве сольного исполнителя и шестой, включая дискографию Destiny’s Child. Альбом также дебютировал на первом месте в чарте виниловых альбомов Official Vinyl Albums Chart. Песня «Texas Hold 'Em» также вернулась на первое место, став самым продолжительным номером один Бейонсе в Великобритании и во второй раз возглавив чарт синглов и альбомов Великобритании одновременно после дебюта «Dangerously in Love» и «Crazy in Love» в 2003 году.
В США 13 апреля альбом дебютировал на первом месте хит-парада Billboard 200 (её 8-й чарттоппер) с тиражом 407 000 альбомных эквивалентов, включая 232 000 стриминговых SEA-единиц (300,41 млн on-demand потоков песен альбома), 168 000 традиционных альбомных продаж и 7 000 TEA-единиц. Он также возглавил Top Country Albums, Americana/Folk Albums и Top Album Sales.
23 песни (из 27) альбома Cowboy Carter дебютировали в Billboard Hot 100, подарив Линде Мартелл, Таннер Аделл, Тиере Кеннеди, Рейне Робертс, Бриттни Спенсер, Вилли Джонсу и Shaboozey их первые места в чартах. У самой Бейонсе в результате стало 106 треков в Hot 100 и это третий результат среди женщин после Тейлор Свифт (232) и Ники Минаж (148). Ещё 14 хитов Бейонсе записала как участница группы Destiny’s Child в 1997—2005 годах и пять — как половина группы The Carters в 2018 году)..

## Список композиций
| №                   | Название                                                                      | Автор(ы)                                                                    | Продюсеры                                                                    | Длительность |
| ------------------- | ----------------------------------------------------------------------------- | --------------------------------------------------------------------------- | ---------------------------------------------------------------------------- | ------------ |
| 1.                  | «Ameriican Requiem»                                                           |                                                                             |                                                                              | 5:25         |
| 2.                  | «Blackbird» (с Brittney Spencer, Reyna Roberts, Tanner Adell и Tiera Kennedy) | Леннон — Маккартни                                                          |                                                                              | 2:11         |
| 3.                  | «16 Carriages»                                                                | Beyoncé Dave Hamelin Atia Boggs Рафаэл Садик                                | Beyoncé Hamelin Ink Saadiq [b] Stuart White [b]                              | 3:47         |
| 4.                  | «Protector» (с Rumi Carter)                                                   |                                                                             |                                                                              | 3:04         |
| 5.                  | «My Rose»                                                                     |                                                                             |                                                                              | 0:53         |
| 6.                  | «Smoke Hour ★ Willie Nelson» (с Вилли Нельсоном)                              |                                                                             |                                                                              | 0:50         |
| 7.                  | «Texas Hold 'Em»                                                              | Beyoncé Elizabeth Lowell Boland Megan Bülow Brian Bates Nate Ferraro Saadiq | Beyoncé Killah B Ferraro Saadiq [a] White [b] Hit-Boy [b] Mariel Gomerez [b] | 3:53         |
| 8.                  | «Bodyguard»                                                                   |                                                                             |                                                                              | 4:00         |
| 9.                  | «Dolly P»                                                                     |                                                                             |                                                                              | 0:22         |
| 10.                 | «Jolene»                                                                      | Долли Партон                                                                |                                                                              | 3:09         |
| 11.                 | «Daughter»                                                                    |                                                                             |                                                                              | 3:23         |
| 12.                 | «Spaghettii» (с Linda Martell и Shaboozey)                                    |                                                                             |                                                                              | 2:38         |
| 13.                 | «Alliigator Tears»                                                            |                                                                             |                                                                              | 2:59         |
| 14.                 | «Smoke Hour II» (с Вилли Нельсоном)                                           |                                                                             |                                                                              | 0:29         |
| 15.                 | «Just For Fun»                                                                |                                                                             |                                                                              | 3:24         |
| 16.                 | «II Most Wanted» (с Майли Сайрус)                                             |                                                                             |                                                                              | 3:28         |
| 17.                 | «Levii's Jeans» (с Post Malone)                                               |                                                                             |                                                                              | 4:17         |
| 18.                 | «Flamenco»                                                                    |                                                                             |                                                                              | 1:40         |
| 19.                 | «The Linda Martell Show» (с Linda Martell)                                    |                                                                             |                                                                              | 0:28         |
| 20.                 | «Ya Ya»                                                                       |                                                                             |                                                                              | 4:34         |
| 21.                 | «Oh Louisiana»                                                                | Чак Берри                                                                   |                                                                              | 0:52         |
| 22.                 | «Desert Eagle»                                                                |                                                                             |                                                                              | 1:12         |
| 23.                 | «Riiverdance»                                                                 |                                                                             |                                                                              | 4:11         |
| 24.                 | «II Hands II Heaven»                                                          |                                                                             |                                                                              | 5:41         |
| 25.                 | «Tyrant»                                                                      |                                                                             |                                                                              | 4:10         |
| 26.                 | «Sweet ★ Honey ★ Buckiin'» (с Shaboozey)                                      |                                                                             |                                                                              | 4:56         |
| 27.                 | «Amen»                                                                        |                                                                             |                                                                              | 2:25         |
| Общая длительность: | Общая длительность:                                                           | Общая длительность:                                                         | Общая длительность:                                                          | 79:03        |

Примечания
- «Blackbiird» кавер-версия песни the Beatles «Blackbird», написанной Джоном Ленноном и сэром Полом Маккартни[103]. В ней дополнительно звучит вокал Таннера Аделла.
- В треке «Protector» звучит вступление Руми Картер, дочери Бейонсе.
- «Smoke Hour ★ Willie Nelson» и «Smoke Hour II» содержат интерлюдии в стиле радио Вилли Нельсона.
- «Dolly P» содержит интерлюдию «голосовой почты» Долли Партон.
- «Jolene» кавер-версия одноимённой песни Долли Партон, написанная ею же[103].
- В песне «Spaghettii» звучит дополнительный вокал Shaboozey.
- В песне «II Most Wanted» дополнительный вокал Майли Сайрус
- «Levii’s Jeans» — дополнительный вокал Post Malone
- «Sweet ★ Honey ★ Buckiin'» включает дополнительный вокал Pharrell Williams
- ↑  указывает на сопродюсера
- ↑  указывает на дополнительного продюсера

## Чарты
| Чарт (2024)                              | Высшая позиция |
| ---------------------------------------- | -------------- |
| Австралия (ARIA)                         | 1              |
| Австралия (Country Albums, ARIA)         | 1              |
| Австрия (Ö3 Austria)                     | 1              |
| Бельгия/Фландрия (Ultratop)              | 1              |
| Бельгия/Валлония (Ultratop)              | 1              |
| Канада (Canadian Albums Chart)           | 1              |
| Чехия (ČNS IFPI)                         | 5              |
| Дания (Hitlisten)                        | 1              |
| Нидерланды (Album Top 100)               | 1              |
| Финляндия (Suomen virallinen lista)      | 11             |
| Франция (SNEP)                           | 1              |
| Германия (Offizielle Top 100)            | 1              |
| Венгрия (MAHASZ)                         | 6              |
| Ирландия (Irish Albums Chart)            | 1              |
| Италия (FIMI)                            | 6              |
| Япония (Digital Albums, Oricon)          | 15             |
| Япония (Hot Albums, Billboard Japan)     | 59             |
| Литва (AGATA)                            | 4              |
| Новая Зеландия (RMNZ)                    | 1              |
| Норвегия (VG-lista)                      | 1              |
| Португалия (AFP)                         | 1              |
| Шотландия (Scottish Albums Chart)        | 1              |
| Словакия (ČNS IFPI)                      | 4              |
| Испания (PROMUSICAE)                     | 1              |
| Швеция (Sverigetopplistan)               | 1              |
| Швейцария (Schweizer Hitparade)          | 1              |
| Великобритания (UK Albums Chart)         | 1              |
| Великобритания (UK Country Albums Chart) | 1              |
| США (Billboard 200)                      | 1              |
| США (Billboard Top Country Albums)       | 1              |

| Чарт (2024)                               | Позиция |
| ----------------------------------------- | ------- |
| Бельгия (Ultratop Flanders)               | 24      |
| Бельгия (Ultratop Wallonia)               | 72      |
| Германия (Offizielle Top 100)             | 55      |
| Мир (Global Albums, IFPI)                 | 18      |
| Новая Зеландия (RMNZ)                     | 43      |
| Швейцария (Schweizer Hitparade)           | 16      |
| Великобритания (UK Albums, OCC)           | 43      |
| США Billboard 200                         | 21      |
| США Top Country Albums (Billboard)        | 5       |
| США Top Americana/Folk Albums (Billboard) | 4       |

## Сертификации
| Регион                                                                      | Сертификация | Продажи   |
| --------------------------------------------------------------------------- | ------------ | --------- |
| Бразилия (ABPD)                                                             | Платиновый   | 40 000    |
| Канада (Music Canada)                                                       | Платиновый   | 80 000    |
| Дания (IFPI Danmark)                                                        | Золотой      | 10 000    |
| Франция (SNEP)                                                              | Золотой      | 50 000    |
| Новая Зеландия (RMNZ)                                                       | Золотой      | 7500      |
| Польша (ZPAV)                                                               | Золотой      | 10 000    |
| Швеция (GLF)                                                                | Золотой      | 15 000    |
| Великобритания (BPI)                                                        | Золотой      | 100 000   |
| США (RIAA)                                                                  | Платиновый   | 1 000 000 |
| Данные о продажах + прослушиваниях приведены только на основе сертификации. |              |           |